# سند تسلیم ژاپن
سند تسلیم ژاپنی (انگلیسی: Japanese Instrument of Surrender)، توافق‌نامه کتبی بود که تسلیم ژاپن را رسمی کرد و پایان خصومت‌ها را در جنگ جهانی دوم نشان داد. آن را امضا کردند نمایندگانی از امپراتوری ژاپن و از متفقین جنگ جهانی دوم: ایالات متحده آمریکا، دولت ملی جمهوری چین،
```
استرالیا
، 
کانادا
، 
حکومت موقت جمهوری فرانسه
، 
پادشاهی هلند
 و 
قلمرو پادشاهی نیوزیلند
. این امضا در عرشه 
یواس‌اس
 
میسوری
 در 
خلیج توکیو
 در ۲ سپتامبر ۱۹۴۵ انجام شد.
```

این تاریخ گاهی به عنوان روز پیروزی بر ژاپن شناخته می‌شود. با این حال، این نامگذاری بیشتر به تاریخ امپراتور هیروهیتو پخش صدای جواهر (تسلیم امپراتوری)، اعلامیه پخش رادیویی پذیرش شرایط اعلامیه پوتسدام در ظهر زمان استاندارد ژاپن در ۱۵ اوت اشاره دارد.

## آماده‌سازی
کارکنان ژنرال داگلاس مک‌آرتور، به ریاست سرهنگ LeGrande A. Diller، وظیفه داشتند پیش‌نویس سند تسلیم را تهیه کنند. با توجه به محدودیت منابع در مانیل جنگ‌زده، این یک چالش بود. با این وجود، یکی از اعضای باانگیزه کارکنان، یک نسخه خطی کمیاب را در زیرزمین یک صومعه پیدا کرد و آن را به چاپگر مک‌آرتور داد.